# Ya Ya
"Ya Ya" es una canción de Lee Dorsey. La canción fue escrita por Lee Dorsey, Clarence Lewis, Robinson y Morgan Levy Morris. La participación de Levy en la escritura haya sido previamente puesto en duda. Fue inspirada por una canción infantil para niños.
La canción alcanzó el número siete en el Billboard Hot 100 y el número uno en la lista de sencillos R & B en 1961.

## Versiones
- Tony Sheridan (erróneamente se cree que la canción desde The Beatles, pero ellos no participaron en la pista) grabó la canción en 1961. Esta canción se puede encontrar en el álbum The Beatles' First y otras recopilaciones.

- Petula Clark grabó la canción ("Ya Ya Twist") en francés (lanzada en 1962, # 1 ).

- En 1962, Dalida lanzó la canción en alemán bajo el título "Ya Ya Twist".

- En 1964, Joel Denis lanzó la canción en francés "Le Yaya".

- En 1966, Tommy James and the Shondells lanzó una versión como la cara B de su canción "It's Only Love".

- John Lennon incluyó un fragmento de esta canción tocando la canción con su hijo Julian en el álbum Walls and Bridges de 1974. Lennon versionó de la canción por completo en su álbum Rock 'n' Roll en 1975.

- En 1994 Mitsou cubrió la canción en francés "Le Yaya".

- Goran Bregović lanzó de la canción de "Ringe Ringe Raja" para la banda sonora para la película Underground de 1995.